# Computación a exaescala
La computación a exaescala hace referencia a los sistemas de computación capaces de realizar un mínimo de 1 exaflop (1018) u operaciones de coma flotante por segundo. Dicha capacidad representa una mejora mil veces superior al primer equipo de petaescala que entró en funcionamiento en 2008 (un exaflop son mil petaflops). En una conferencia de supercomputación en el año 2009, Computerworld pronosticó la incorporación de los primeros supercomputadores exaescala en 2018.

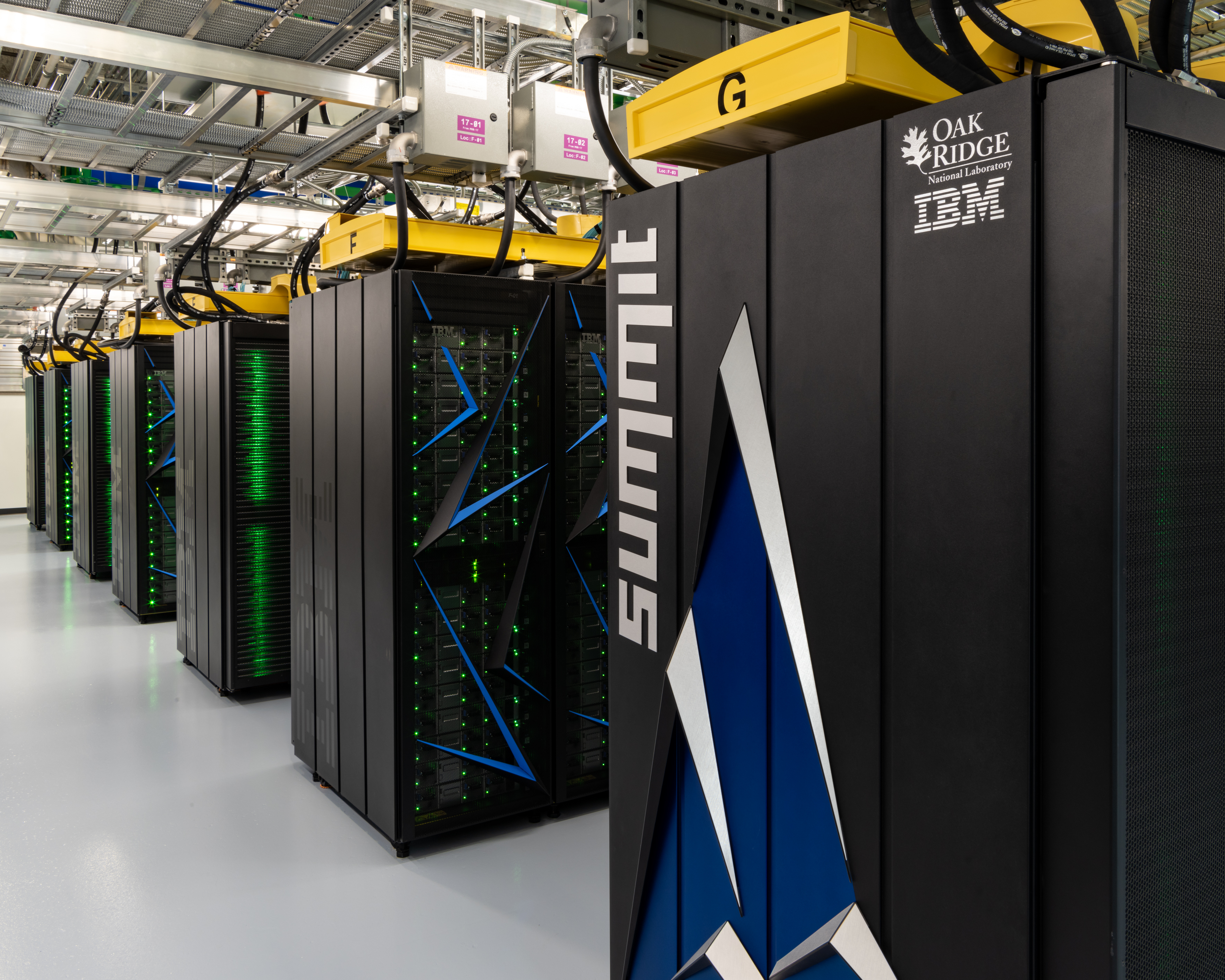
Supercomputador OLCF-4 «Summit» de IBM del Laboratorio Nacional de Oak Ridge, en Estados Unidos.

La computación a exaescala podría suponer un logro muy significativo en la ingeniería informática, pues se cree que puede llegar a superar la potencia de procesamiento del cerebro humano a nivel neuronal, como muestra el Proyecto Cerebro Humano.